# When a Blind Man Cries
When a Blind Man Cries je skladba britské hardrockové skupiny Deep Purple. Objevila se na albu Machine Head z roku 1972. Píseň byla napsána všemi tehdejšími členy kapely. Postupem času vzniklo několik coververzí této skladby, nahráli je například Metallica nebo Axel Rudi Pell.

## Živá představení
Protože Ritchie Blackmore neměl tuto skladbu rád, kapela ji nikdy naživo nehrála. Výjimkou byl koncert konaný 6. dubna 1972 v Quebecu, kdy za nemocného Blackmora zaskakoval Randy California. Ian Gillan pak skladbu začal hrávat začátkem devadesátých let. Když ke konci roku 1993 Blackmore kapelu opustil a nahradil jej Joe Satriani, stala se skladba dnem 5. prosince 1993 běžnou součástí setlistů a složkou většiny živých alb, která od té doby vyšla. Po nástupu Steva Morse do kapely se začala píseň prodlužovat na sedm minut z původních tří.

## Obsazení
- Ian Gillan – zpěv
- Ritchie Blackmore – kytara
- Jon Lord – klávesy
- Roger Glover – basová kytara
- Ian Paice – bicí nástroje